# Mihály Vajda
Mihály Vajda ( nacido Vajda Mihály András, Budapest, 10 de febrero de 1935 - Budapest, 27 de noviembre de 2023) fue un conocido intelectual húngaro que participó en debates sobre el futuro del socialismo, el marxismo-leninismo y el estado del capitalismo a finales del siglo XX.

## Biografía
Involucrado en la política de su país de origen, Vajda fue expulsado, junto a otros intelectuales, del Partido Obrero Socialista Húngaro en 1973.   Miembro originario de la Escuela de Budapest en torno a Georg Lukács, un grupo de teóricos húngaros que empezaron siendo neomarxistas pero que pasaron a lo que llamaron perspectivas posmarxistas y también posmodernas. Escribió principalmente en húngaro, pero con muchas obras traducidas al inglés, las obras de Vajda tratan temas como el pasado y el futuro del socialismo estatal en Europa y el fascismo como fenómeno de masas. Vajda sigue atraído, como otros miembros de la escuela de Budapest original, por el legado marxista a la hora de examinar el estado de la sociedad capitalista contemporánea.
En 1973, los miembros de la Escuela de Budapest, en tanto que disidentes ideológicos, perdieron su trabajo y se les prohibió la publicación de sus trabajos. Algunos de los miembros del grupo dejaron Hungría, Mihály Vajda fue como profesor visitante en diferentes universidades: primero en la Universidad de Bremen, y después en The New School for Social Research y en la Universidad en Peterborough en Canadá. Por último (ya después de su rehabilitación en Hungría) fue a la Universidad de Siegen (Alemania). Sólo en 1989 fue oficialmente rehabilitado en Hungría y nombrado para la cátedra de filosofía de la Universidad Kossuth Lajos de Debrecen, donde también fue de 1996 a 2000 director del Instituto de Filosofía. Fue nombrado miembro de la Academia Húngara de Ciencias en 2002.